# Front (meteorologia)

Símbols en el mapa del temps:
1. front fred
2. front càlid
3. front oclús
4. front estacionari.

En meteorologia, un front és una franja de separació entre dues masses d'aire de diferents temperatures, i se'ls classifica com freds, càlids, estacionaris i oclusos segons les seves característiques. La paraula front té el seu origen en el llenguatge militar (com un front de batalla) i s'assembla a una batalla perquè el xoc entre les dues masses produeix una activitat molt dinàmica de tempestes elèctriques, ràfegues de vent i forts aïguats.
Els fronts meteorològics són sovint associats amb sistemes de pressió atmosfèrics. Són generalment guiats per corrents d'aire i viatgen d'oest a est. Aquest moviment es deu a la força de coriolis, causat pel moviment de la Terra en el seu eix. Els fronts també poden ser afectats per formacions geogràfiques tals com muntanyes i grans volums d'aigua.

## Front fred

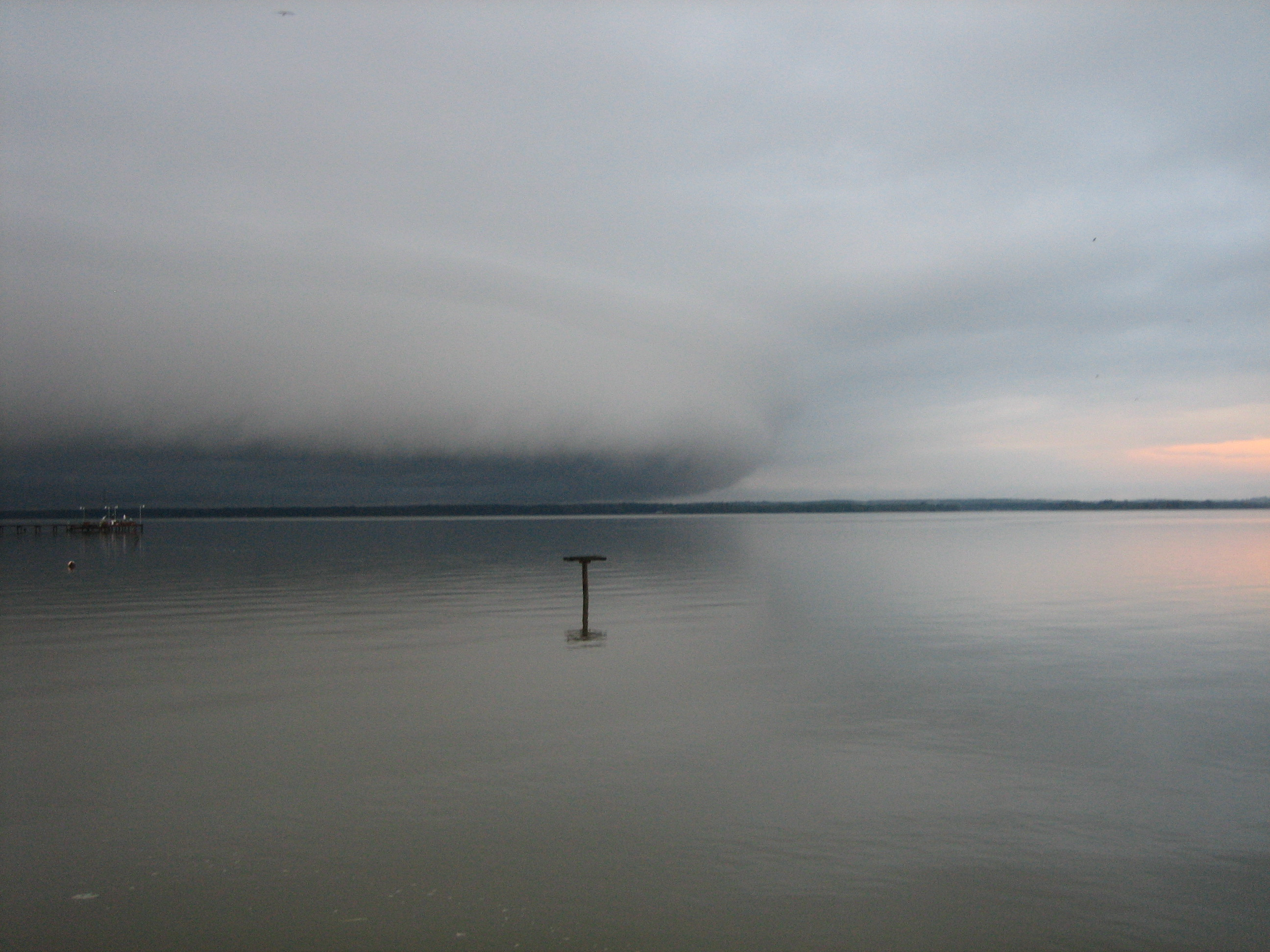
Front fred

El front fred és una franja de mal temps que esdevé quan una massa d'aire fred s'atansa a una massa d'aire calent. L'aire fred, sent més dens, genera una «falca» i es fica per sota de l'aire càlid i menys dens.
Els fronts freds es mouen ràpidament. Són forts i poden causar pertorbacions atmosfèriques tals com tempestes de trons, xàfecs, tornados, vents forts i curtes tempestes de neu abans del pas del front fred, acompanyades de condicions seques a mesura que el front avança. Depenent de l'època de l'any i de la seva localització geogràfica, els fronts freds poden venir en una successió de 5 a 7 dies.
En mapes del temps, els fronts freds està marcats amb el símbol d'una línia blava de triangles que assenyalen la direcció del seu moviment.
La velocitat de desplaçament del front és tal que l'efecte de descens sobtat de temperatura es detecta en poques hores.

## Front càlid
S'anomena front càlid a la part frontal d'una massa d'aire tebi que avança per a reemplaçar a una massa d'aire fred que retrocedeix. Generalment, amb el pas del front càlid la temperatura i la humitat augmenten, la pressió s'incrementa i encara que el vent canvia no és tan pronunciat com quan passa un front fred. La precipitació en forma de pluja, neu o plugim es troba generalment a l'inici d'un front superficial, així com les pluges convectives i les turmentes. La boirina és comuna en l'aire fred que antecedeix aquest tipus de front. Malgrat que quasi sempre s'esclareix un cop passat el front, alguns cops pot originar-se boirina en l'aire càlid.

## Front oclús
Un front oclús es forma on un front càlid mòbil més lent és seguit per un front fred amb desplaçament més ràpid. El front fred ja amb forma de falca atrapa al front càlid i l'empeny cap amunt. Els dos fronts continuen movent-se un darrere l'altre, i la línia entre ells és el front ocluit.
Així com, amb els fronts immòbils, una àmplia varietat de condicions climàtiques pot ser trobada al llarg d'aquest tipus de front. Però, generalment, són associats amb els estrats de núvols i la precipitació lleugera. Els fronts oclusos es formen generalment al voltant d'àrees de baixa pressió i quan aquesta està afeblint-se.
Els fronts oclusos estan marcats en els mapes meteorològics amb una línia puntejada rosada entre les marques del front fred i el front càlid que assenyalen la direcció del seu desplaçament.

## Front estacionari
Un front estacionari és un límit entre dues masses d'aire, de les quals cap no és prou forta per a substituir l'altra. Una varietat ampla de condicions climàtiques poden ser trobades al llarg d'aquest tipus de front, però generalment els núvols i la precipitació perllongada són les més freqüents.
Després de diversos dies, els fronts estacionaris es dissipen, o es converteixen en un front fred o calent. Els fronts estacionaris són més nombrosos en els mesos d'estiu. La precipitació perllongada que s'associa als fronts estacionaris és sovint responsable d'inundacions durant els mesos d'estiu.
En els mapes meteorològics estan marcats amb una línia de cercles rojos i triangles blaus que s'alternen, posats en direccions oposades, simbolitzant la naturalesa dual del front.